# Bo Carpelan

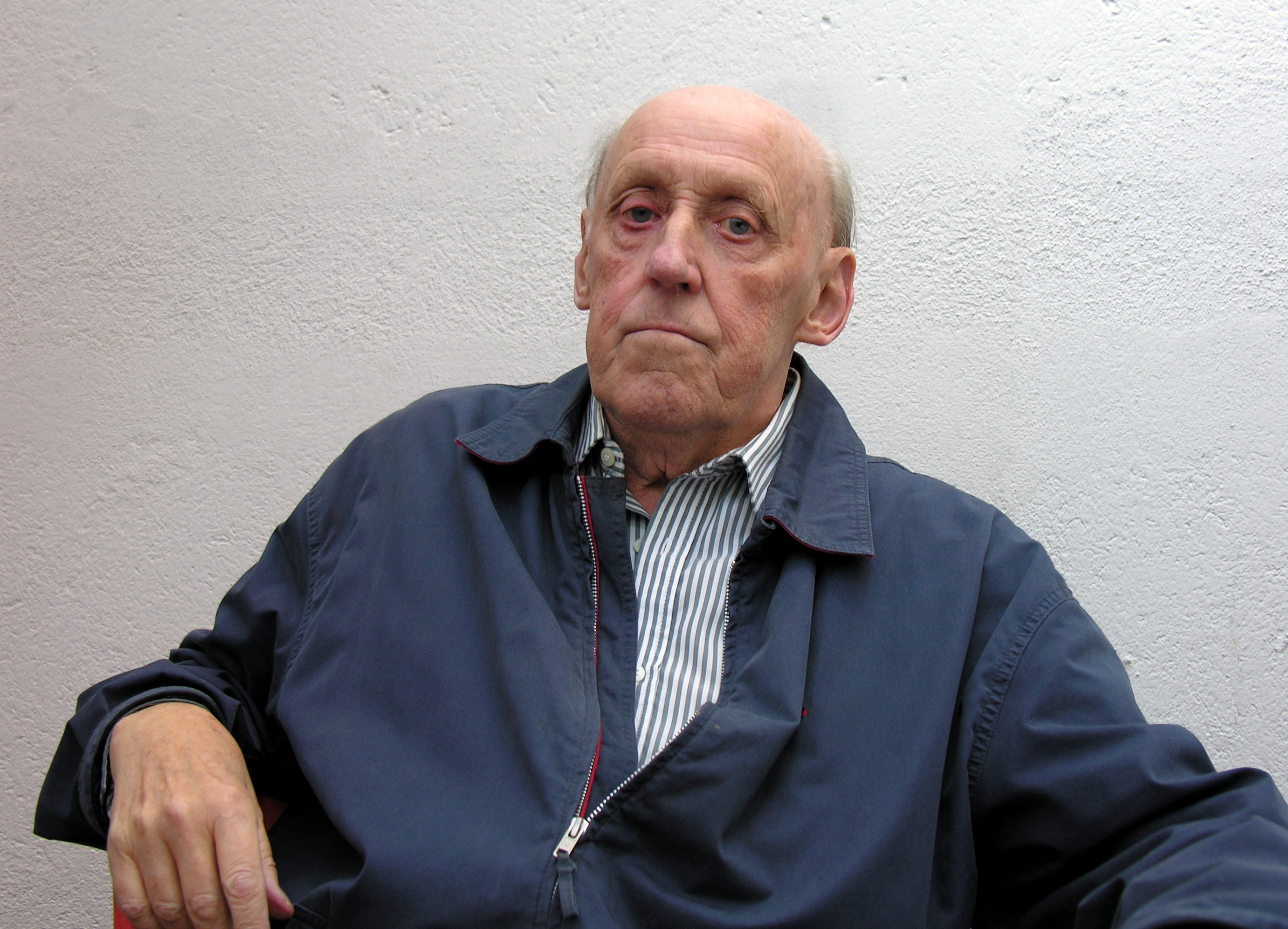
Bo Carpelan im August 2008

Bo Gustaf Bertelsson Carpelan (* 25. Oktober 1926 in Helsinki; † 11. Februar 2011 in Espoo) war ein finnlandschwedischer Schriftsteller, Literaturkritiker und Übersetzer. 

## Werdegang und Werk
Carpelan studierte Literaturgeschichte an der Universität Helsinki. Seine Karriere als Schriftsteller begann 1946 mit dem Gedichtbuch Som en dunkel värme. Zwischen 1949 und 1964 arbeitete er als Literaturkritiker für die Zeitung Hufvudstadsbladet. In den Jahren 1964–1980 war Carpelan als stellvertretender Bibliotheksleiter der Stadtbibliothek Helsinki tätig. 1973 erschien sein erster Roman Rösterna i den sena timmen. Neben Gedichtbänden und Romanen umfasst sein literarisches Werk auch eine Reihe von Kinderbüchern.
Carpelan hat etwa zwanzig Gedichtsammlungen veröffentlicht. In Würdigungen wird stets betont, dass Carpelan seinen existentialistisch motivierten, gleichzeitig sehr poetischen Stil früh und weitgehend unabhängig entwickelt habe. Allerdings gebe es Einflüsse des schwedischen Modernismus und insbesondere des finnlandschwedischen Lyrikers Gunnar Björling; Politik und Ideologien lägen Carpelans dagegen fern.
Der Roman Axel aus dem Jahr 1986 (ins Deutsche übersetzt von Klaus-Jürgen Liedtke) gilt als bekanntestes Werk Carpelans und wurde mehrfach ausgezeichnet. Im Zentrum steht ein Großonkel des Autors, Axel Carpelan, einer der besten Freunde des Komponisten Jean Sibelius. Carpelan arbeitete 16 Jahre an diesem Buch. Für die Romane Urwind (1993) und Berg (2005) wurde Carpelan mit Finlandia-Preisen geehrt.  

## Ehrungen
- 1971: Finnland-Preis der Schwedischen Akademie
- 1983: Karl-Emil-Tollander-Preis
- 1988: Danke-für-das-Buch-Medaille für Axel
- 1993: Finlandia-Preis für Urwind
- 1997: Nordischer Preis der Schwedischen Akademie
- 2005: Finlandia-Preis für Berg
- 2006: Europäischer Preis für Literatur